# Датчик кута повороту
Датчик кута повороту — пристрій, за допомогою якого вимірюють кут повороту вала.
Датчики кута повороту (енкодери) поділяються на інкрементні та абсолютні, які можуть мати дуже високу роздільну здатність. Енкодери в свою чергу можуть бути як оптичними, так і магнітними та можуть працювати через шинні інтерфейси.

## Різновиди

### Інкрементні енкодери

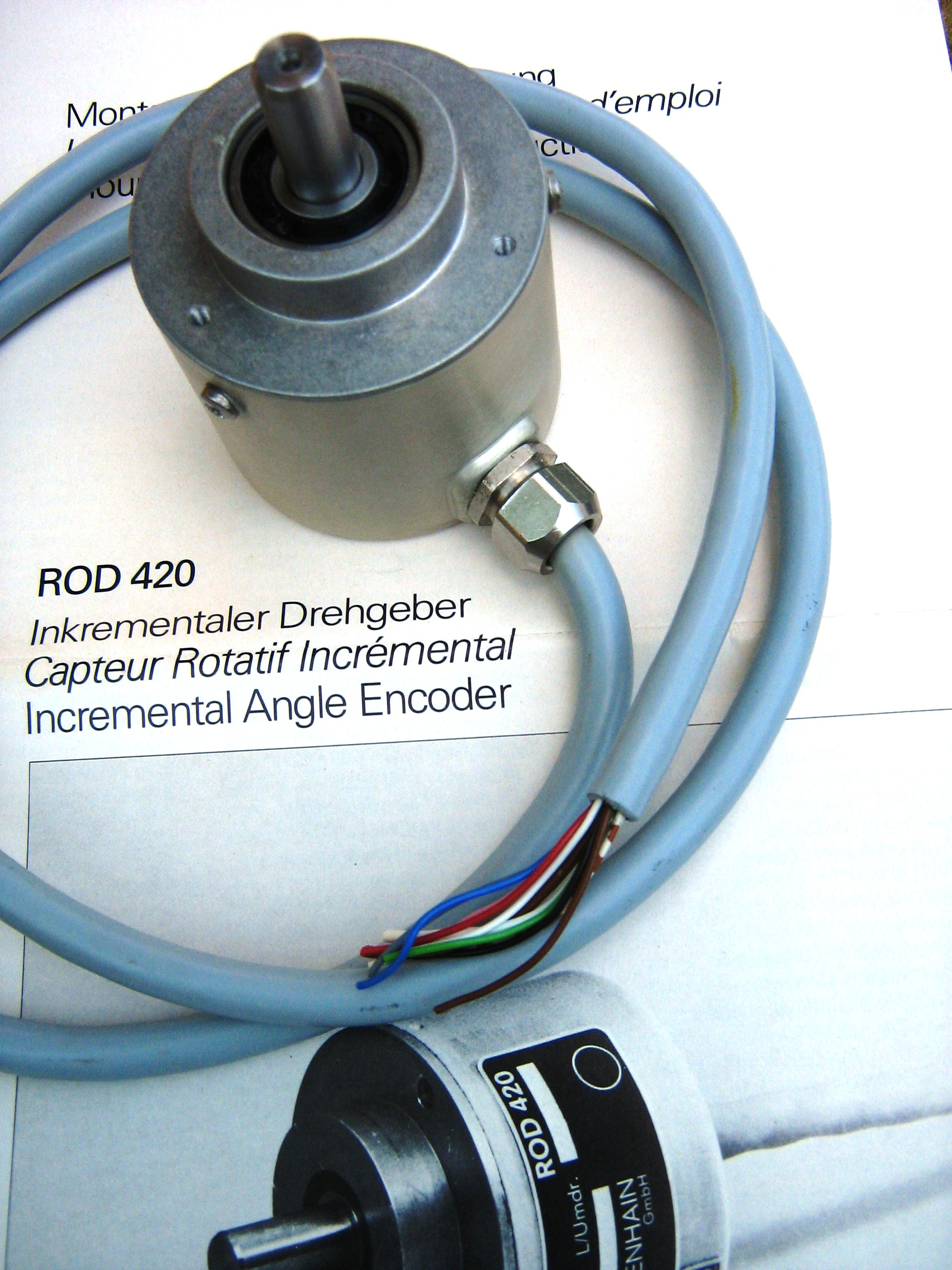
Інкрементний енкодер ROD 420

Інкрементні енкодери призначені для визначення швидкості обертання і кута повороту об'єктів, які обертаються. Вони генерують послідовний імпульсний цифровий код, який містить інформацію про кут повороту. Якщо вал зупиняється — то припиняється і передача імпульсів. Основним робочим параметром датчика є кількість імпульсів за один оберт. Миттєву величину кута повороту визначають підраховуючи кількість імпульсів від початку обертання. Для визначення кутової швидкості об'єкта, процесор в тахометрі виконує диференціювання кількості імпульсів за часом, таким чином одразу видає величину швидкості, тобто число обертів за хвилину. Вихідний сигнал має два канали, в яких ідентичні послідовності імпульсів зсунуті по фазі на 90°, що дає можливість визначати напрямок обертання. Також є цифровий вихід нульової відмітки, який дає можливість визначити абсолютне положення вала.

### Абсолютні енкодери

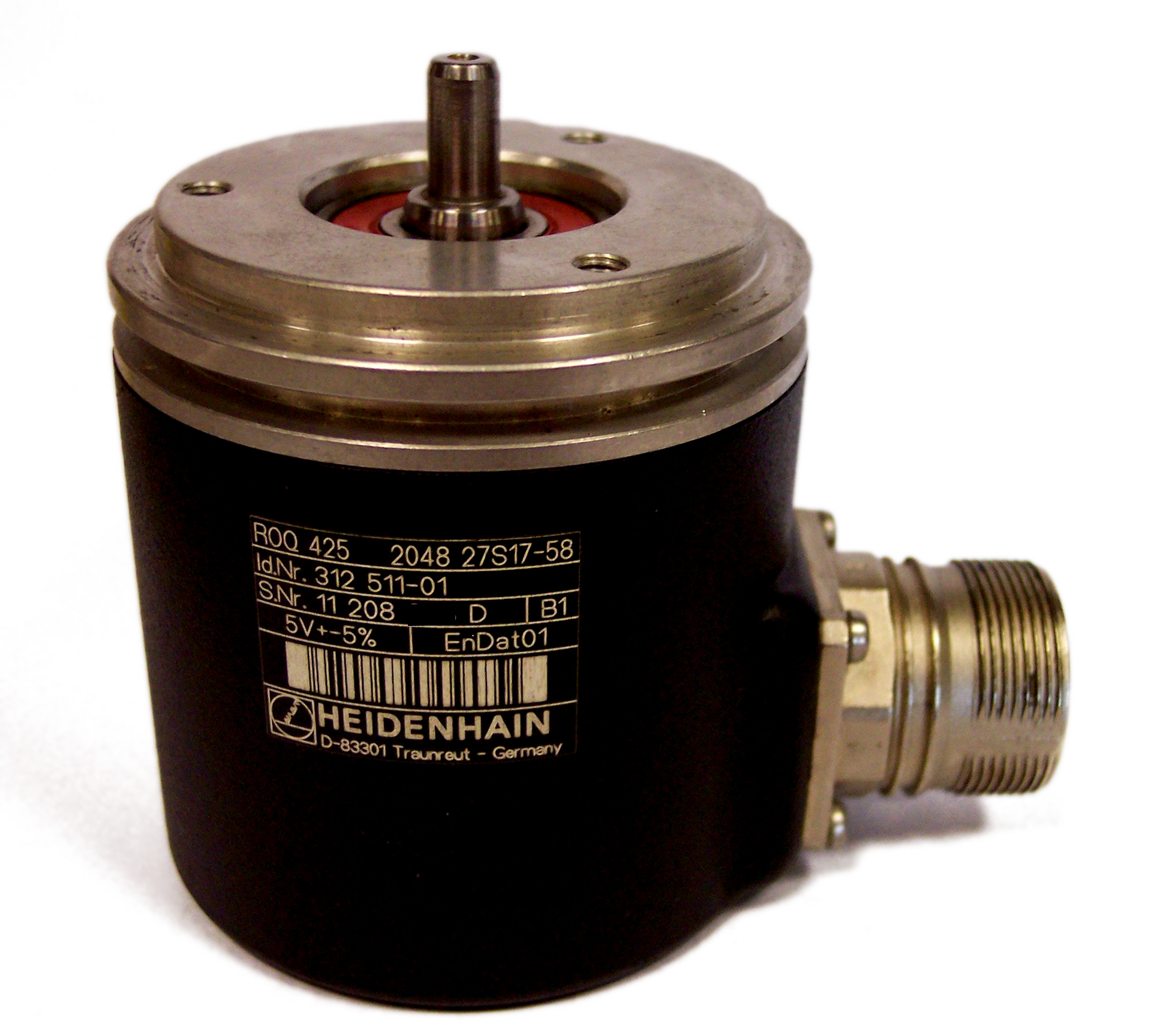
Абсолютний енкодер ROD 425

Основною характеристикою абсолютних енкодерів — як оптичних, так і магнітних — є число кроків, тобто унікальних кодів на оберт і кількість таких обертів. При цьому не потрібне початкове встановлення «нуля» та ініціалізації. Найпоширеніші типи вихідного сигналу — це паралельний код, інтерфейси Profibus-DP, CANopen, DeviceNet, SSI, LWL, через котрі також виконується програмування датчиків.

### Оптичні енкодери
Оптичні енкодери мають жорстко закріплений на валу скляний диск із прецизійною оптичною шкалою. При обертанні об'єкта з закріпленим на ньому диском оптопара зчитує інформацію, а електронна схема перетворює її в послідовність дискретних електричних імпульсів. Абсолютні оптичні енкодери — це датчики кута повороту, де кожному положенню вала відповідає унікальний цифровий вихідний код, який разом з числом обертів є основним робочим параметром пристрою.

### Магнітні енкодери
Магнітні енкодери з високою точністю реєструють проходження магнітних полюсів магнітного елемента, що обертається на малій відстані від чутливого елемента, і перетворюють цю інформацію у відповідний цифровий код.

### Механічні та оптичні енкодери з послідовним виходом
Мають у своєму складі діелектричний чи скляний диск з нанесеними на нього випуклими, провідними чи непрозорими ділянками, відповідно до конкретної конструкції приладу. Визначення абсолютного кута повороту диска виконується лінійкою вимикачів чи контактів у випадку механічної схеми, або лінійкою оптопар, у випадку оптичної схеми. Вихідні сигнали являють собою код Грея, який дозволяє позбутися неоднозначності інтерпретації сигналу.

## Кріплення
Датчики приєднуються до об'єкта, що обертається, за допомогою суцільного або порожнистого вала. Порожнистий вал, в свою чергу, може бути наскрізним або тупиковим. Вал датчика з'єднують з валом об'єкта за допомогою еластичної або жорсткої з'єднувальної муфти. Як альтернатива, вал датчика з'єднують безпосередньо з валом об'єкта, якщо датчик має порожнистий вал. У першому випадку можливі несоосності компенсуються деформацією гнучкої втулки. У другому випадку одним з можливих варіантів може бути фіксація енкодера за допомогою штифта.